# Dannati forever
Dannati forever è un singolo del complesso Elio e le Storie Tese, presentato il 13 febbraio 2013 al Festival di Sanremo.

## Festival di Sanremo
Penultima canzone dei Campioni della seconda serata, è il primo dei due brani che ogni artista poteva presentare per il prosieguo della manifestazione (l'altro è La canzone mononota).
La canzone ha ricevuto il 19% delle preferenze contro l'81% de La canzone mononota, venendo quindi eliminata dalla manifestazione; per esibire questa canzone, i componenti del gruppo si sono presentati sul palco dell'Ariston vestiti da chierichetti.
La musica venne composta da tutto il quartetto Elio-Tanica-Faso-Cesareo, ma Elio e Rocco Tanica ne furono i principali ideatori.